# Ploetzia
Ploetzia là một chi bướm ngày thuộc họ Bướm nâu.